# ATP Challenger Birmingham (Vereinigtes Königreich)
Das ATP Challenger Birmingham (offizieller Name: Lexus Birmingham Open 2025) ist ein seit 2025 stattfindendes Tennisturnier in Birmingham, Vereinigtes Königreich. Es ist Teil der ATP Challenger Tour und wird im Freien auf Rasen ausgetragen.

## Liste der Sieger

### Einzel
| Jahr | Sieger        | Finalgegner  | Ergebnis |
| ---- | ------------- | ------------ | -------- |
| 2025 | Otto Virtanen | Colton Smith | 6:4, 6:4 |

### Doppel
| Jahr | Sieger                          | Finalgegner                | Ergebnis         |
| ---- | ------------------------------- | -------------------------- | ---------------- |
| 2025 | Marcelo Demoliner Sadio Doumbia | Diego Hidalgo Patrik Trhac | 6:4, 3:6, [10:5] |